# Rhode Island Sound
Rhode Island Sound es un estrecho marino localizado frente a las costas de los estados de Rhode Island y Massachusetts, en la boca de la bahía de Narragansett. Forma el extremo oriental del Long Island Sound y está abierto al océano Atlántico entre la isla Block (25,2 km²) y la isla de Martha's Vineyard (226,5 km²).
Geográficamente, es la entensión hacia el este del Block Island Sound. Al noreste del Rhode Island Sound están la bahía de Buzzards y el Vineyard Sound.
El Rhode Island Sound forma parte de la ruta de navegación del Canal Intracostero del Atlántico.